# Касыми, Ахметжан
Ахметжа́н Касыми́ (уйг. ئەخمەتجان ﻗﺎﺳﯩﻤﻰ‎, кит. 阿合买提江·哈斯木; 15 апреля 1914 — 25 августа 1949) — 2-й президент Восточно-Туркестанской Республики, непризнанного государства, существовавшего де-факто на территории будущего Синьцзян-Уйгурского автономного района КНР с 12 ноября 1944 по 1 октября 1949.

## Биография
Родился в 1914 году в махалле Тогракорук города Кульджи, по другим данным родился в Джаркенте, откуда был родом его отец, Надир Махмут. По происхождению илийский уйгур. После смерти отца (1922), родной дядя Омар Касыми забирает Ахметжана в СССР (1926), для обучения, в благодарность дяде меняет фамилию на Касыми (родная Надир). После окончания средней школы в Алма-Ате (1932), работает учителем. В 1934 году поступает на рабфак Среднеазиатского государственного университета в г. Ташкенте. Закончив учёбу в Ташкенте, поступает в 1937 году в Институт восточных языков в г. Москве. Закончив учёбу пишет и защищает диссертацию по истории уйгуров и становится кандидатом исторических наук. В Москве знакомится с советским общественным деятелем уйгурского происхождения Абдуллой Розыбакиевым, под его влиянием вступает в ряды Коминтерна.
В июне 1942 года нелегально переходит советско-китайскую границу и обосновывается в городе Чугучак, где начинает заниматься подпольной политической деятельностью. В 1943 году уезжает в Кульджу, где работает столяром, и стекольщиком, параллельно пишет статьи в газетах. В июне 1943 за свои политические убеждения арестовывается китайскими властями и переправляется в тюрьму г. Урумчи, как особо опасный преступник, в тюрьме подвергается пыткам. В середине октября 1944 в результате переговоров с восставшими в Илийском крае и в целях снизить политическое напряжение в обществе, Ахметжан Касыми вместе с другими политическими заключенными освобождается.

## Роль в становлении ВТР
Ахметжан Касыми, по своим политическим взглядам был светским националистом, в противовес группе Алихана тура, которые придерживались исламско-тюркской ориентации, фактически объединил вокруг себя все другие политические группировки ВТР.
В январе 1945 года становится членом правительства ВТР, совмещая должности заместителя генерального секретаря ВТР и начальника военного отдела.
В августе 1946 года после похищения советскими спецслужбами Алихана тура, возглавляет правительство, став 2-м президентом ВТР.

### Изменение геополитической ситуации
По результатам Ялтинской конференции в 1945 г. СССР обязался поддержать восстановление территориальной целостности Китая. На практике, однако, И. В. Сталин не спешил исполнять это обязательство, поскольку не был заинтересован в укреплении позиций Чан Кайши, тогдашнего формального лидера Китая, в борьбе против Мао Цзэдуна.
После окончательной победы КПК над Гоминьданом в середине августа 1949 г. во главе делегации ВТР Касыми выехал из Кульджи в Пекин через Алма-Ату и Иркутск на заседание Народного политического консультативного Совета Китая. Скорее всего, такой маршрут был продиктован необходимостью встречи с представителями советского руководства, на которой он надеялся убедить Москву сохранить независимость ВТР. А через несколько дней было объявлено о крушении самолета Ил-12 с правительством ВТР на борту.

### Версии смерти членов правительства ВТР
Существует две основные версии смерти членов правительства ВТР, во главе с Ахметжаном Касыми.
Первая версия (официальная) — авиакатастрофа на восточном берегу Байкала, в 31 км южнее села Кабанск (Республика Бурятия), на склоне горы Кабанья (хр. Хамар-Дабан).
Вторая версия (неофициальная) — делегация ВТР была арестована советскими органами госбезопасности и затем все делегаты были убиты, а авиакатастрофа была инсценирована посмертно. Однако никаких документальных подтверждений данной версии не найдено.
Останки погибших были выданы представителям ВТР, их похоронили в городском парке Кульджи. Спустя 12 лет тело одного из них — Далелхана Сугурбаева было перезахоронено на Алтае.